# Symfonie nr. 1 (Andriessen)
Hendrik Andriessen voltooide zijn Symfonie nr. 1 in 1930.
Hij droeg het werk op aan Eduard van Beinum, mede-muzikant en mede Haarlemmer, die toen dirigent was van de Haarlemsche Orkest Vereeniging (HOV). In die tijd waren Andriessen en Van Beinum nog weinig bekend, maar daar zou snel verandering in komen. De eerste symfonie kwam toch al op latere leeftijd (37-38 jaar), maar Andriessen had zoveel baantjes en bijbaantjes dat van componeren niet zo veel kwam. Hij was eigenlijk alleen op zondag in de gelegenheid om te componeren, tenminste als hij zijn werk als kerkorganist erop had zitten en de kinderen hem met rust lieten. 
Van Beinum enthousiasmeerde Andriessen tot het componeren van wereldse muziek, want die had zich tot dan toe meer verdiept in kerk- en koormuziek. Van Beinum gaf in oktober 1930 de eerste uitvoering met de HOV. Een eervolle vermelding moest gegeven worden aan mevrouw Andriessen-Anschütz, die de partituur met de hand overschreef voor de individuele muziekinstrumenten; een kopieermachine was er toen niet. Zij had ook het conservatorium doorlopen en les gehad van haar echtgenoot.

## Muziek
De symfonie heeft de klassieke vierdelige opzet:
1. Lento allegro moderato
2. Andante tranquillo
3. Allegretto gracioso
4. Allegro agitato

### Orkestratie
De orkestratie is ook klassiek:
- 2 dwarsfluiten, 2 hobo’s, 2 klarineten, 2 fagotten
- 4 hoorns, 2 trompetten, 3 trombones, 1 tuba
- pauken
- violen, altviolen, celli, contrabassen

## Discografie
1. Uitgave Et'cetera (2007): Radio Philharmonisch Orkest o.l.v. Albert van Raalte; opname 23 mei 1947.
2. Uitgave cpo (2012): Nederlands Symfonieorkest - Orkest van het Oosten o.l.v. David Porcelijn; opname 2011.